# Moulin à vent de la Noue-Ronde
Le moulin à vent de la Noue-Ronde est un moulin situé à Coron, en France.

## Localisation
Le moulin est situé dans le département français de Maine-et-Loire, sur la commune de Coron.

## Historique
L'édifice est inscrit au titre des monuments historiques en 1975.